# Партія-громада
Партія-громада — політична партія, основним завданням якої є перетворення партійної організації в добре інтегрований колектив, здатний до ефективної і відданої реалізації цілей, які визначає партійне керівництво.
Цей тип партії виростає з потреб робітничого класу і особливих умов його існування в кінці ХІХ ст. Для тодішнього робітника партія була одночасно і церквою, і навчальним закладом, шансом для особистої кар'єри й інструментом політичної влади. Партія опікується робітником і його родиною, створюючи йому певне соціальне середовище. Під егідою партії функціонують спортивні, культурно-просвітницькі товариства, читальні, каси взаємодопомоги, жіночі гуртки, дитячі об'єднання тощо, що створює тісніший зв'язок члена партії з організацією, ніж в інших партіях. Така специфічна організація зумовлювалась особливою місією соціал-демократичних партій — організацією робітників у свідомий своїх інтересів соціальний клас. Тому просвітницька, виховна й ідеологічна діяльність були найважливішими в діяльності цього виду партій. Участь у виборах була далеко не основним їх завданням.
Важливу роль партія приділяла покращенню умов праці та побуту робітників через організації профспілок. Виникнення такого виду партій саме в робітничому середовищі має своє логічне пояснення. Умови праці та проживання робітників, як жодної іншої соціальної верстви, проходять у великій та організованій спільноті. Їх низький освітній та культурний рівень, відсутність достатніх фінансових ресурсів створюють суспільну потребу в існуванні таких організацій. Демократичні партії переважно не досягли такого рівня інтеграції своїх членів. Певний досвід у цьому напрямку мали хіба лише християнсько-демократичні партії на ранніх етапах свого розвитку. Такий тип політичної організації був характерний також і для комуністичних партій, проте більшовицька (ленінська) модель комуністичної партії відрізняє їх від соціал-демократичних партій. Зростання життєвого рівня робітничого класу після Другої світової війни зумовлює послаблення цих колись таких міцних зв'язків, хоча остаточно вони не зникають і є більш сильними, ніж в інших партіях. Але і тут на перший план все більше починає виходити виборча функція партії. Партія-громада була не лише певною формою інтеграції партійних мас, але і специфічною моделлю партійної організації. На початку свого існування такою була Соціал-демократична партія Німеччини. Згодом, в міру свого розвитку, вона трансформується у справжню масову партію соціал-демократичного зразка.